# Alois Tresp
Alois Tresp (* 7. Oktober 1884 in Gayl, Kreis Braunsberg, Ostpreußen; † 2. Oktober 1973 in Nürnberg) war ein deutscher Klassischer Philologe und Gymnasiallehrer.

## Leben
Alois Tresp war der Sohn des Rentners Eduard Tresp (1842–1913) und der Maria geb. Lilienthal (1850–?). Er besuchte das Realgymnasium in Braunsberg, legte dort am 21. Februar 1905 die Reifeprüfung ab und studierte Klassische Philologie und Geschichte an den Universitäten zu Freiburg im Breisgau (Sommersemester 1905) und Königsberg (Wintersemester 1905/06–Sommersemester 1909), wo ihn insbesondere die religionswissenschaftlich interessierten Philologen Ludwig Deubner und Richard Wünsch beeinflussten. Am 30. November 1910 wurde Tresp zum Dr. phil. promoviert; anschließend bereitete er sich auf die Lehramtsprüfung vor, die er am 11. März 1911 bestand. Am 24. Mai 1911 legte er eine Ergänzungsprüfung für das Fach Griechisch ab. Zum 1. Oktober 1911 trat er in das pädagogische Seminar in Königsberg ein.
Ab dem 1. April 1912 unterrichtete Tresp am Realgymnasium in Braunsberg. Bis zum 30. September 1913 vertrat er dort eine Lehrerstelle. Neben dem Vorbereitungsdienst setzte er seine wissenschaftlichen Studien fort. In seiner Dissertation hatte er die verstreuten antiken Schriftstellerfragmente über die attischen Kulte gesammelt und kommentiert; diese Sammlung weitete er auf das ganze antike Griechenland aus. Zur Druckvorbereitung nahm er vom 1. Oktober 1913 bis zum 1. April 1914 Urlaub vom Schuldienst. Seine 1914 erschienene Sammlung trug den Titel Die Fragmente der griechischen Kultschriftsteller und war Ludwig Deubner gewidmet. Im Anschluss an dieses Projekt verfasste Tresp in den 20er und 30er Jahren einige Artikel für Paulys Realenzyklopädie der klassischen Altertumswissenschaft (RE).
Vom 15. April bis 1. Juli 1914 unterrichtete Tresp als Lehramtskandidat am Wilhelms-Gymnasium in Königsberg. Zum 1. August 1914 ging er als Hilfslehrer an die Höhere Knabenschule in Seeburg.
Nachdem der Erste Weltkrieg ausgebrochen war, diente Tresp als Landsturmmann im 76. Landsturm-Infanterie-Regiment. Ab Oktober 1915 kämpfte er an der Westfront. Im September 1916 geriet er in französische Kriegsgefangenschaft, aus der er erst am 1. März 1920 entlassen wurde. Tresp kehrte umgehend nach Ostpreußen zurück und fand Anstellung als Studienrat am Gymnasium in Rastenburg. Am 16. Oktober 1921 heiratete er Marta geb. Thiel. Ihr gemeinsamer Sohn Wolfgang Tresp (1925–2005) wurde später Zahnarzt. Zum 1. April 1923 wechselte Alois Tresp an das Wilhelms-Gymnasium in Königsberg. Gegen Ende des Zweiten Weltkriegs floh er mit seiner Familie 1945 aus Ostpreußen und gelangte nach Erlangen. Später zog er nach Nürnberg, wo er kurz vor seinem 89. Geburtstag verstarb.

## Schriften (Auswahl)
- Scriptorum de rebus sacris Atticis fragmenta collecta, praefatione adnotationibusque instructa. Königsberg 1910 (Dissertation).
- Die Fragmente der griechischen Kultschriftsteller. Töpelmann, Gießen 1914 (= Religionsgeschichtliche Versuche und Vorarbeiten 15, 1). Nachdruck Arno Press, New York 1975, ISBN 0-405-07267-8; E-Book-Fassung, Walter de Gruyter, ISBN 978-3-11-137306-5.